# Liste des gouverneurs actuels des provinces de la Guinée équatoriale
 (août 2023).
Cette page dresse la liste des gouverneurs actuels des 8 provinces de la Guinée-Équatoriale.

## Gouverneurs
| Province    | Nom                       | Depuis (le) |
| ----------- | ------------------------- | ----------- |
| Annobón     | Benjamín Panades Menejal  | 2009/2014   |
| Bioko-Norte | León Elo Ondo             | 2011/2014   |
| Bioko-Sur   | Justo Javier Ndong Engono | ...         |
| Centro-Sur  | Baltasar Mebaha Esono     | ...         |
| Djibloho    | ...                       | ...         |
| Kié-Ntem    | Antonio Ela Nguema Abeso  | ...         |
| Litoral     | Bartolomé Owono Nzé       | ...         |
| Wele-Nzas   | Bartolomé Owono Nze       | 2014/2015   |